# Pichilemu
Pichilemu ist eine Stadt in Chile. Sie hat 13.916 Einwohner (Stand: 2012) und ist die Hauptstadt der Provinz Cardenal Caro. Sie liegt in der Región del Libertador General Bernardo O’Higgins, am Pazifischen Ozean. Die Stadt gilt als Surfparadies. Der Name der Stadt stammt aus der Sprache der Mapuche, dem Mapudungun, und bedeutet so viel wie Kleiner Wald.

## Geographie
Pichilemu lbefindet sich rund 126 km westlich von San Fernando.

## Geschichte
1544 erhielt Juan Gómez de Almagro das Land von Pedro de Valdivia zugesprochen. Im Laufe der Jahre wurden kleinere Landeinheiten im Gebiet verteilt. Im 19. Jahrhundert bildete sich unter der Grundbesitzerfamilie Ortúzar Cuevas langsam ein Dorf mit Straßen.
Per Dekret von Präsident Jorge Montt Álvarez wurde am 22. Dezember 1891 die Gemeinde Pichilemu geschaffen. Erster Bürgermeister wurde 1894 José Maria Caro. Der Unternehmer und Politiker Agustín Ross Edwards (1852–1897) erkannte die touristischen Qualitäten von Pichilemu und baute die Infrastruktur stark aus.

## Tourismus

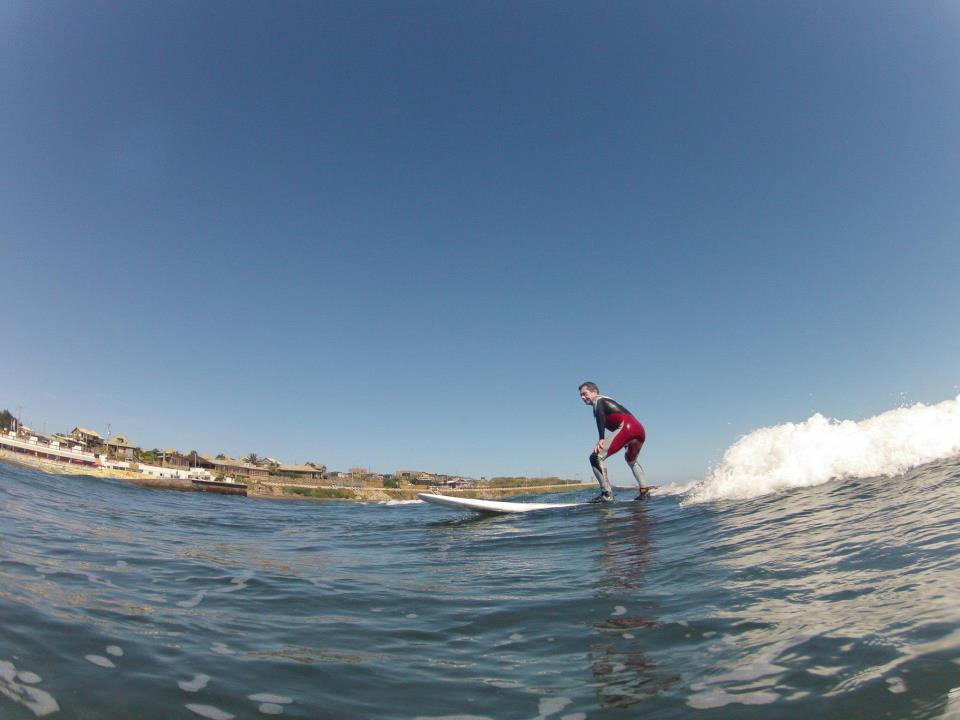
Surfer am Playa Las Terrazas

Pichilemu bezeichnet sich selbst als wichtigstes Surfgebiet im pazifischen Bereich Südamerikas. Viele europäische und amerikanische Surfer besuchen die Strände der Stadt. Die Strandabschnitte Infiernillo Beach, La Puntillia und Punta de Lobos sind die Hauptanlaufgebiete der Surfer. Jährlich finden internationale und nationale Surfwettbewerbe statt. Im Schnitt sind die Wellen zwischen 2 und 2,5 m hoch.
Die Ruta de la Sal führt durch die Salzgewinnunganlagen an der Küste bei Cáhuil, Barrancas, La Villa, El Bronce, La Palmilla und La Plaza.
Die Ruta de San Andrés ist ein Prozessionsweg, der seit 1866 dem Heiligen Andreas gewidmet ist und jährlich am 30. November (Andreastag) gegangen wird.
In der Stadt und im Umland liegen kleine Wälder und Parks, wie der Municipal Park Agustín Ross Edwards, der seit 1988 ein nationales Monument ist. Lagunen und der Fluss Est. Nilahue 10 km südlich der Stadt laden zum Wandern und Picknick ein.
Bei Punta de Lobos lebt eine größere Anzahl von Mähnenrobben auf den Felsen am Pazifik.

## Wirtschaft
Pichilemu lebt praktisch ausschließlich vom Tourismus. Landwirtschaft und Fischerei spielen keine große Rolle.
Momentan läuft ein Aufforstungsprogramm der FAO und des CONAF im Bereich von Pichilemu.

## Persönlichkeiten
- Juan Acevedo Pavez (1914–2010), Gewerkschaftsfunktionär und Politiker